# Alphonse Maier von Rothschild

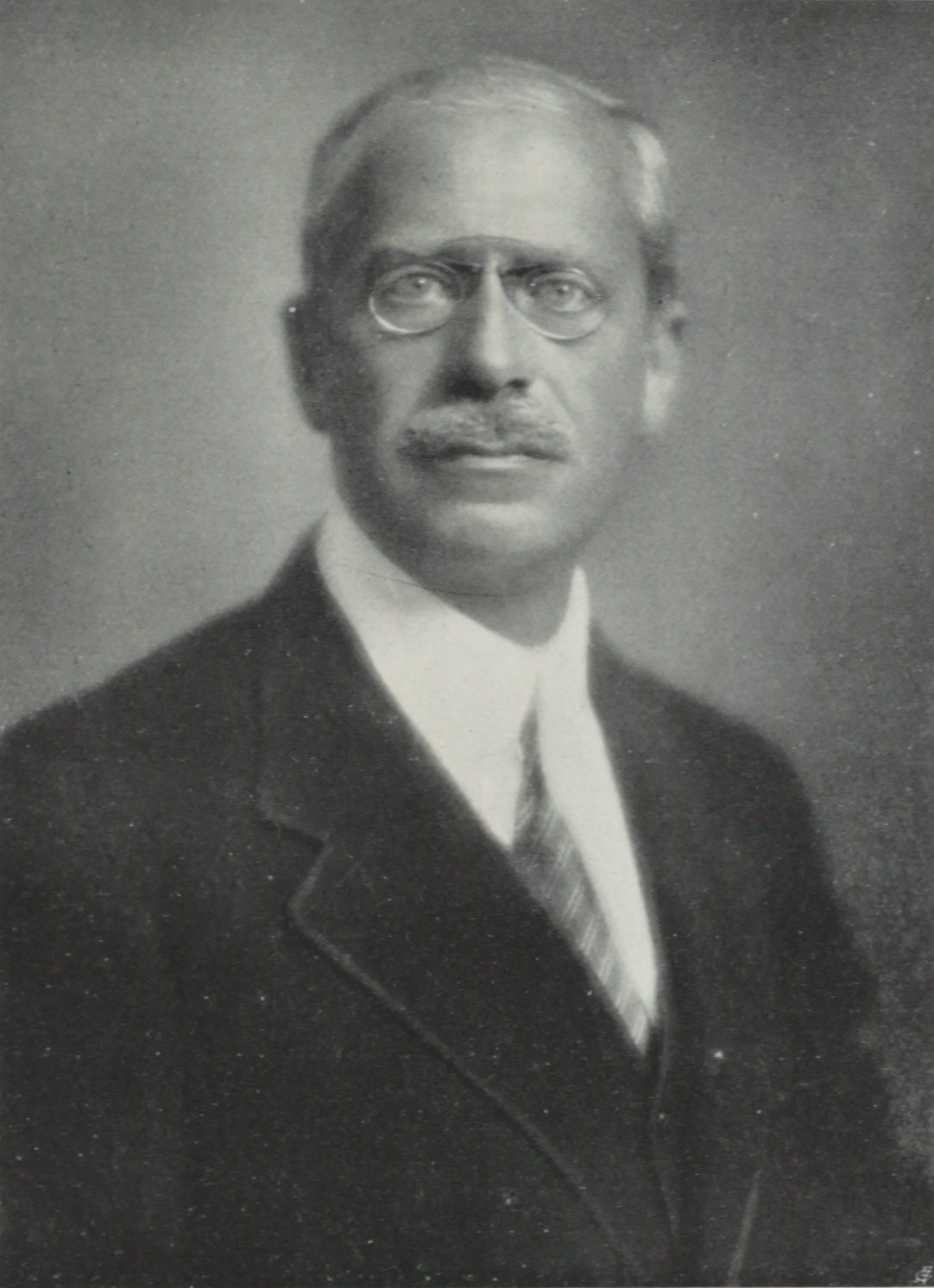
Baron Alfons von Rothschild, Fotograf Ernst Förster (1928)

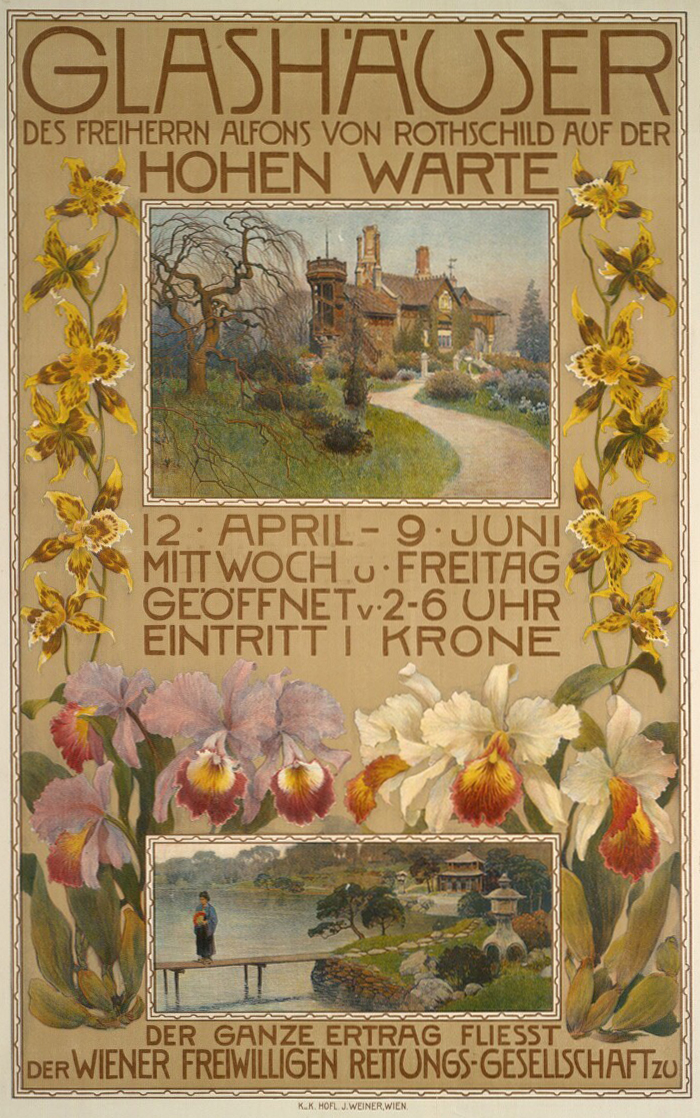
Die Rothschildgärten (ca. 1910)

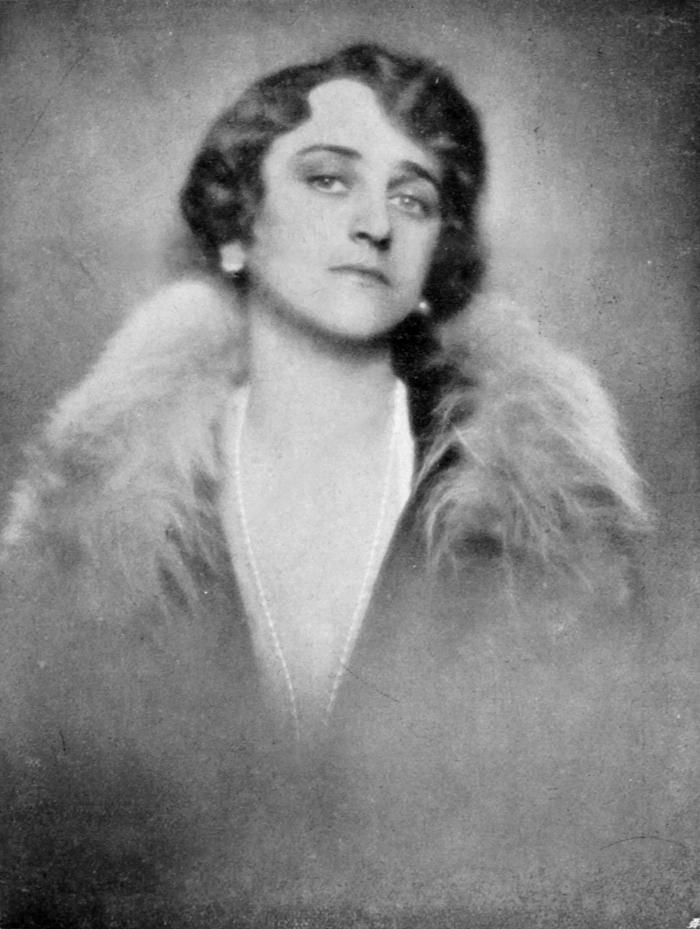
Seine Ehefrau Clarice (Foto: Edith Barakovich)

Alphonse Mayer Freiherr von Rothschild, auch bekannt als (Baron) Alfons von Rothschild (* 15. Februar 1878 in Wien, Österreich-Ungarn; † 1. September 1942 in Bar Harbor, USA) war ein österreichischer Kunstsammler, Philatelist und Vertreter des Wiener Zweigs der Bankiersfamilie Rothschild. Seit dem Adelsaufhebungsgesetz 1919 hieß er Alphonse Maier Rothschild.

## Leben
Alphonse von Rothschild war der Sohn des Bankiers Albert Salomon Anselm von Rothschild und Bettina Caroline von Rothschild (1858–1892); seine früh verstorbene Mutter, eine Tochter von Alphonse de Rothschild (1827–1905), entstammte dem französischen Zweig der Bankiersfamilie. Nach dem Besuch des Theresianums studierte Rothschild Rechtswissenschaften an der Universität Wien und absolvierte das Studium mit Auszeichnung, übte aber seinen Beruf nie aus. Nach der Absolvierung seines Militärdienstes als Einjährig-Freiwilliger beim Dragonerregiment Nr. 6, welches als das nobelste Regiment der k.u.k Armee galt, wurde er im Jahr 1900 zur Reserve versetzt.
Er und sein jüngerer Bruder Eugène meldeten sich am 1. August 1914 zum Kriegsdienst, Alphonse als Oberleutnant diente zunächst als Ordonnanzoffizier an der Front in Galizien und wurde zum Rittmeister der Reserve befördert. Er wurde erst mit Waffenstillstand von Villa Guisti aus dem Kriegseinsatz entlassen und noch am 4. November mit der kaiserlich-ottomanischen Kriegsmedaille ausgezeichnet.
Baron Rothschild galt als still und bescheiden und war als Privatgelehrter besonders an der Altphilologie interessiert, seine diesbezügliche Bibliothek galt als die größte Wiens. Seine Leidenschaft galt ferner dem Pferdesport, der Jagd und der Philatelie. Er war mit seinem Reitstall stets bei den Galopprennen in der Freudenau vertreten, besaß eine bedeutende Kunstsammlung und eine der weltweit wertvollsten Briefmarkensammlungen. Zu seinen Wiener Besitztümern zählten das Palais Nathaniel Rothschild in der Theresianumgasse und die Rothschildgärten, in Mähren besaß er das von seinem Urgroßvater Salomon erworbene Schloss Schillersdorf. Zudem erbte Alphonse von seinem Vater umfangreichen Grund- und Waldbesitz im südlichen Niederösterreich: die Domäne Gaming mit den Rothschildhäusern und dem Urwald Rothwald. In den 1920er Jahren wurden zum Abtransport des geschlägerten Holzes die Waldbahn Lunz – Langau errichtet. 1932 maß dieser allerdings nicht wirtschaftlich zu führende Grundbesitz im Mostviertel 17.285 Hektar, im Zuge von wirtschaftlich bedingten Verkleinerungen übertrug Alfons Rothschild im November 1933 rund 4.500 ha an die Republik Österreich.
Von 1911 bis 1938 war er Vorsitzender der Nathaniel Freiherr von Rothschild’schen Stiftung für Nervenkranke. Von Dezember 1927 bis Mai 1928 unternahm Rothschild gemeinsam mit seiner Frau eine aufwendige und rund 10.000 Pfund teure Safari in Afrika. In deren Verlauf schoss er 135 Stück Wild und war auch auf der Farm von Karen Blixen zu Gast. Ein Kameramann der Sascha-Film begleitete die Expedition, die Filmaufnahmen gelten jedoch als verschollen.
Während des Anschlusses Österreichs im März 1938 hielt sich Rothschild mit seiner Frau zu einer Briefmarkenschau in London auf und entging so im Gegensatz zu seinem jüngeren Bruder Louis der Gefangennahme durch die Gestapo. Laut Roman Sandgruber wollte Alfons´ Bruder Louis erst seine beiden Nichten, welche sich gerade auf dem Weg in die Schweiz befanden und in Innsbruck gewissermaßen als Geiseln festgehalten wurden, in Sicherheit wissen und verzichtete deshalb auf eine mögliche Flucht aus dem bereits besetzten Österreich. Es war dem Ehepaar Rothschild möglich, ihre Töchter unbeschadet in die Schweiz zu holen (wo sie zunächst in Villars-sur-Ollon lebten) und gemeinsam mit ihnen im Jahr 1940 über England nach Amerika zu emigrieren. Der bereits schwer an Krebs erkrankte Sohn Albert besuchte in der Schweiz ein Internat und verstarb im Oktober 1938 in einem Sanatorium in Villars.
Die reichhaltige Kunstsammlung und die umfangreichen Besitzungen in Wien und in Langau bei Gaming wurde von den Nationalsozialisten beschlagnahmt. Das Vermögen Alfons Rothschilds war im März 1938 auf über 21 Millionen Reichsmark geschätzt worden, die Liste der konfiszierten Besitztümer zählte 3.444 Objekte, davon 427 Gemälde.
Im Frühjahr 1939 nahm Alfons Rothschild gemeinsam mit seinem Bruder Eugen in Paris an Verhandlungen mit Vertretern des Deutschen Reiches über die Preisgabe der Besitzungen der Familie Rothschild und des Stahlwerks Wittkowitz teil, welche eine Bedingung für die Freilassung ihres Bruder Louis aus der Gestapo-Haft waren. Die Rothschild-Brüder hatten auf ihre gesamten inländischen (gemeint ist dabei die Ostmark sowie das Protektorat Böhmen und Mähren) Besitzungen zu verzichten. Die genaue Höhe der von den Nationalsozialisten erpressten Summe lässt sich jedoch nicht mehr zweifelsfrei rekonstruieren, sie liegt laut dem Historiker Roman Sandgruber wahrscheinlich viel höher als die damals kolportierten 21 Millionen Reichsmark.
Alfons Rothschild, durch den Verlust von Heimat und Besitz krank und melancholisch geworden, verstarb am 1. September 1942 in Bar Harbor in Maine.

### Ehe und Nachkommen
1912 hatte er sich mit Clarice Sebag-Montefiore (1894 – 1967) verehelicht, das Ehepaar hatte drei Kinder:
1. Albert Anselm Salomon Nimrod von Rothschild (28. November 1922 – 28. Oktober 1938)
2. Bettina Jemima Looram, geb. Rothschild (31. Oktober 1924 – 30. Dezember 2012 in Langau[9])
3. Gwendoline Charlotte Frances Joan Hoguet, geb. Rothschild (1927 – 1972).

Seine Frau Clarice erbte nach dem Tod ihres Gatten den Besitz in Niederösterreich, welchen sie nach dem Zweiten Weltkrieg restituiert bekam. Sie verbrachte mit ihrer Tochter Bettina fortan wieder regelmäßig den Sommer in Langau, obwohl sie geschworen hatte, Österreich nach den Gräuel der Nationalsozialisten nie wieder zu betreten. Bettina Looram blieb als „letzte österreichische Rothschild“ weiterhin dem Familiensitz treu und lebte ab 1974 mit ihrem Mann wieder gänzlich in Österreich, sie verstarb 2012 in Langau.
2019 veräußerten die Erben die umfangreiche Domäne (zuletzt rund 12.000 Hektar, inklusive des Skigebiets Lackenhof am Ötscher und dem Rothwald) um kolportierte 190 Millionen Euro an die Industriellenfamilie Prinzhorn.
Wichtige Teile der Kunstsammlung blieben allerdings nach 1945 im Rahmen von erzwungenen Schenkungen im Besitz der Republik Österreich und wurden erst ab 1999 an die Nachfahren von Alphonse und Clarice von Rothschild restituiert. Bettina Burr, Tochter von Bettina Looram und Vizekuratorin des Museum of fine Arts in Boston, vermachte diese Sammlung dem Museum.